# Terremoto y maremoto de Iquique de 1877
El terremoto y maremoto de Iquique de 1877 fue un sismo registrado el 9 de mayo de 1877 a las 21:16 hora local (11:16 UTC). Su epicentro se localizó a 69 km de Iquique, actual capital de la Región de Tarapacá, Chile (entonces capital de la Provincia de Iquique, del Departamento de Tarapacá, en la República Peruana), a una profundidad de 40 km, y tuvo una magnitud de 8,5º en la escala sismológica de Richter. El sismo tuvo una duración máxima de 5 minutos en Caleta Pabellón de Pica.

## Descripción

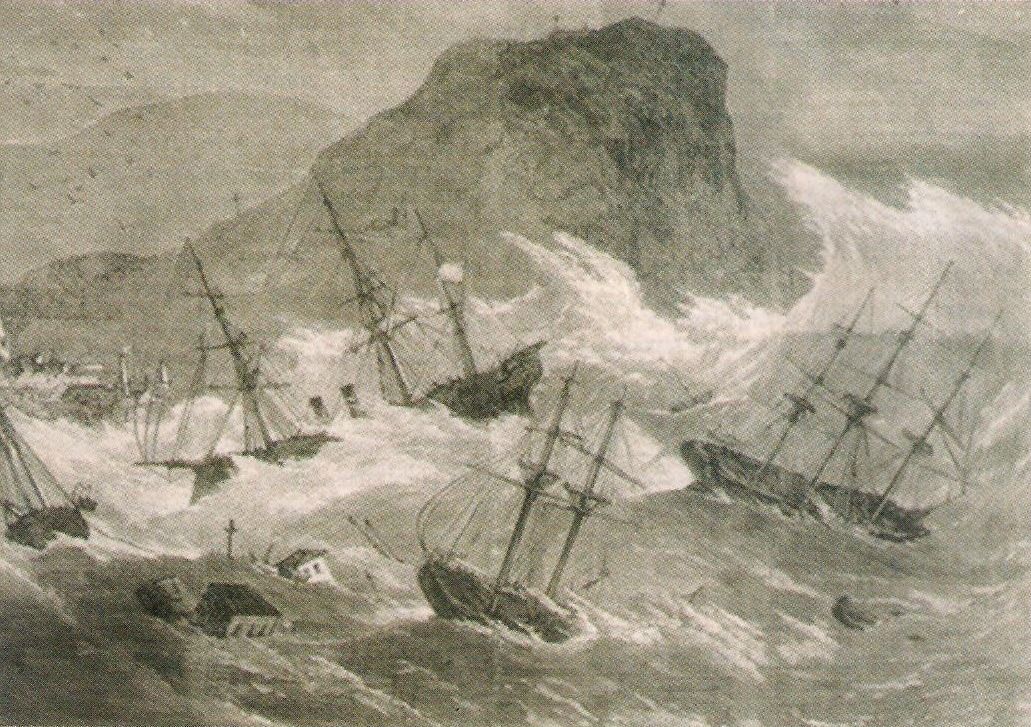
Grabado que muestra la magnitud del maremoto en el puerto de Arica.

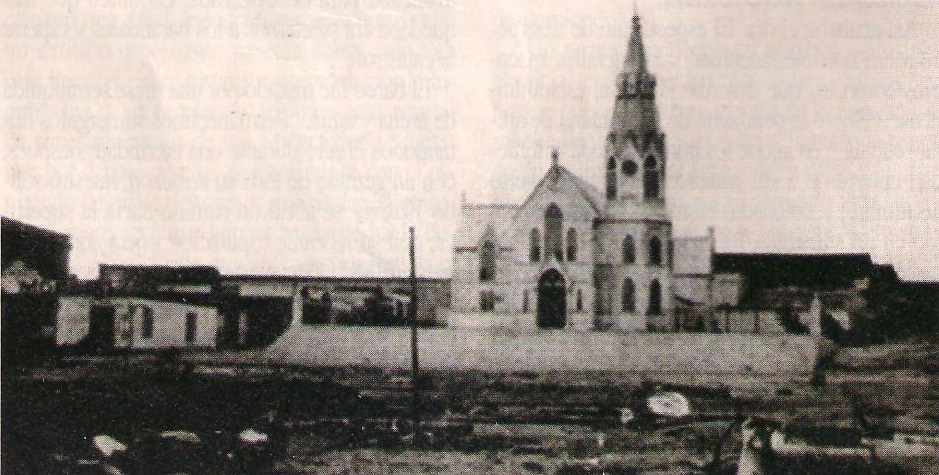
Las aguas del maremoto llegaron hasta los cimientos de la iglesia de San Marcos en Arica.

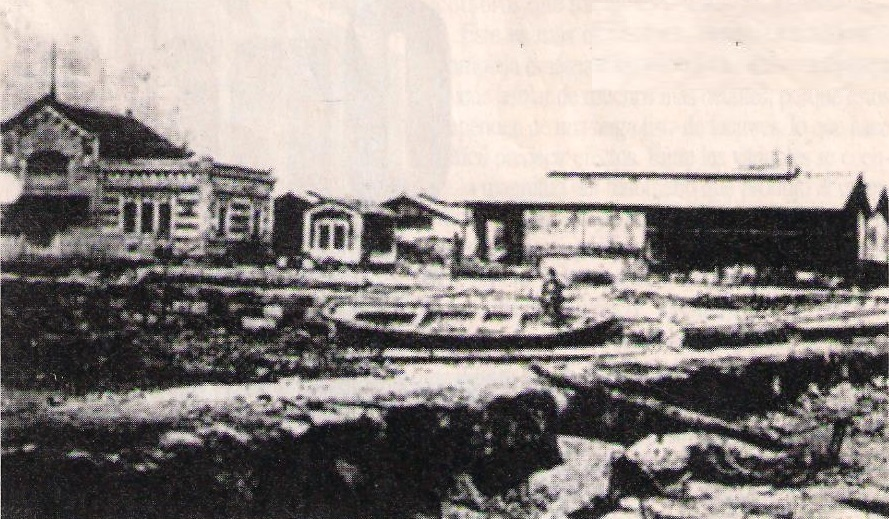
Efectos del maremoto en el sector de la Aduana de Arica.

Las mayores intensidades se registraron entre Arica, Iquique y Antofagasta, siendo Tocopilla, Gatico y Cobija totalmente destruidos hasta los cimientos. El evento afectó desde Pisco hasta Antofagasta.
En Iquique, Gatico y Cobija, el maremoto comenzó 5 minutos después del terremoto con un lento ascenso del nivel del mar que alcanzó entre 10 y 15 metros sobre el nivel del mar. Una segunda ola de entre 20 y 23 m de altura ocurrió 15 minutos más tarde, la cual destruyó el resto de las edificaciones que quedaban de pie, según los sobrevivientes los cadáveres de la mayoría de los pobladores estaban flotando en las calles.
En Mejillones se informó que esta segunda ola alcanzó una altura de 23 metros. En Iquique el primer ascenso del nivel del mar ocurrió 20 a 30 minutos después del terremoto de manera tranquila. Mientras que el segundo ascenso del nivel del mar, más intenso que el primero, ocurrió a las 21:00 horas. Posteriormente, hasta las 01:00 horas, se registraron otros 3 a 5 ascensos del nivel del mar, siendo el último de ellos el más severo. 
En Antofagasta, el sismo fue percibido con gran violencia, provocando daños de proporciones e incendios a causa del volcamiento de lamparillas. El tsunami devastó el borde costero de la ciudad, sin provocar víctimas fatales gracias a la evacuación oportuna hacia los cerros, alertados por algunos vecinos. De acuerdo a crónicas de la época en Antofagasta ni el terremoto ni el tsunami habrían ocasionado víctimas fatales.
También hubo marejadas a lo largo de Chile hasta Puerto Montt y en otros lugares del mundo como Hawái, Estados Unidos, México, Fiyi, Samoa, Tonga, Nueva Zelanda, Australia y Japón.
En Arica se produjo un maremoto que provocó daños significativos a la población, una ola de 15 m arrasó la playa de Chinchorro arrastrando al Wateree desde su ubicación desde 1868 a 450 m playa adentro hacía el mar y volviendo a dejarlo a 100 m de la pleamar causando 5 víctimas.